# Youngblood (nummer van 5 Seconds of Summer)
Youngblood is een nummer van de Australische band 5 Seconds of Summer uit 2018. Het is de tweede single van hun gelijknamige derde studioalbum.
Het nummer werd een wereldhit, goed voor de nummer 1-positie in Australië, het thuisland van 5 Seconds of Summer. In het Nederlandse taalgebied werd "Youngblood" het grootste succes van 5 Seconds of Summer tot nu toe. Het haalde de 8e positie in de Nederlandse Top 40, en in de 5e in de Vlaamse Ultratop 50.

## NPO Radio 2 Top 2000
| Nummer met noteringen in de NPO Radio 2 Top 2000 | '19  | '20  |
| ------------------------------------------------ | ---- | ---- |
| Youngblood                                       | 1528 | 1837 |

1. ↑  Een vetgedrukt getal geeft de hoogste notering aan.
2. ↑  2019 was het eerste jaar met een notering voor dit nummer.
3. ↑  Deze tabel is bijgewerkt tot en met de laatste editie (2024).